# 泰勒地区
泰勒地区（法語：pays de Thelle，法語發音：[pe.i də tɛl]）是法国瓦兹省一个传统地区。

## 地理
泰勒地区位于皮卡第的瓦兹省，南接法兰西韦克桑，北至布赖地区的最东端与克莱蒙地区（Clermontois），西接诺曼底韦克桑，东至瓦卢瓦。 

## 经济
泰勒地区是乡村和农业地区。 